# Temporada de furacões no Pacífico de 2018
A temporada de furacões no Pacífico de 2018 ou estação de furacões no Pacífico de 2018 ou ainda época de furacões no Pacífico de 2018 foi um evento anual no ciclo de formação de ciclones tropicais. A temporada começou oficialmente em 15 de Maio de 2018 no Pacífico nordeste e em 1º de Junho no Pacífico centro-norte. Em ambas as regiões, a temporada terminou em 1º de Novembro de 2018. Estas datas delimitam convencionalmente o período de cada ano quando a maioria dos ciclones tropicais forma-se na bacia do Oceano Pacífico nordeste e centro-norte.

## Nomes das tempestades
O seguintes nomes foram usados para nomear as tempestades que se formaram na temporada de furacões no Pacífico nordeste de 2018. Esta é a mesma lista usada na temporada de 2012. Os nomes não usados estão marcados em cinza. Não teve nomes retirados desta lista. Portanto, a mesma lista será usada na temporada de 2024.
| - Aletta - Bud - Carlotta - Daniel - Emilia - Fabio - Gilma - Hector - Ileana - John - Kristy - Lane - Miriam - Norman - Olivia - Paul | - Rosa - Sergio - Tara - Vicente - Willa - Xavier - Yolanda (sem usar) - Zeke (sem usar) |